# 9 x 18 mm Makarov
9 x 18 mm Makarov, også kaldet 9 x 18 mm PM, er en sovjetisk pistolammunition. Den var Warzawapagt landenes modstykke til NATO landenes 9 x 19 mm Parabellum ammunition under den kolde krig, og er stadig i brug i dag i mange tidligere østlande.

## Historie
9 x 18 mm ammunitionen var østblok landenes standard til pistoler og maskinpistoler. 9 x 18 mm bruger et lidt større projektil end 9 x 19 mm Parabellum, og derfor skal der bruges forskellige projektiler når ammunitionen fremstilles. Ruslands og Kinas militære styrker planlægger at skifte til 9 x 19 mm ammunitionen.

## Effektivitet
9 x 18 mm PM er ballistisk en smule underlegen i forhold til 9 x 19 mm, da den bruger en mindre ladning af drivmidler.

## Specifikationer
- Længde
  - Hylster: 18.00 mm (.709 in)
  - Samlet længde: 24.64 mm (.970 in)
- Diameter:
  - Hylster: 9.90 mm (.390 in)
  - Projektil: 9.25 mm (.365 in)

## Synonymer
- 9 mm Makarov
- 9 x 18 mm
- 9 x 18 mm PM
- 9 mm Mak